# قیچی شمشادزن

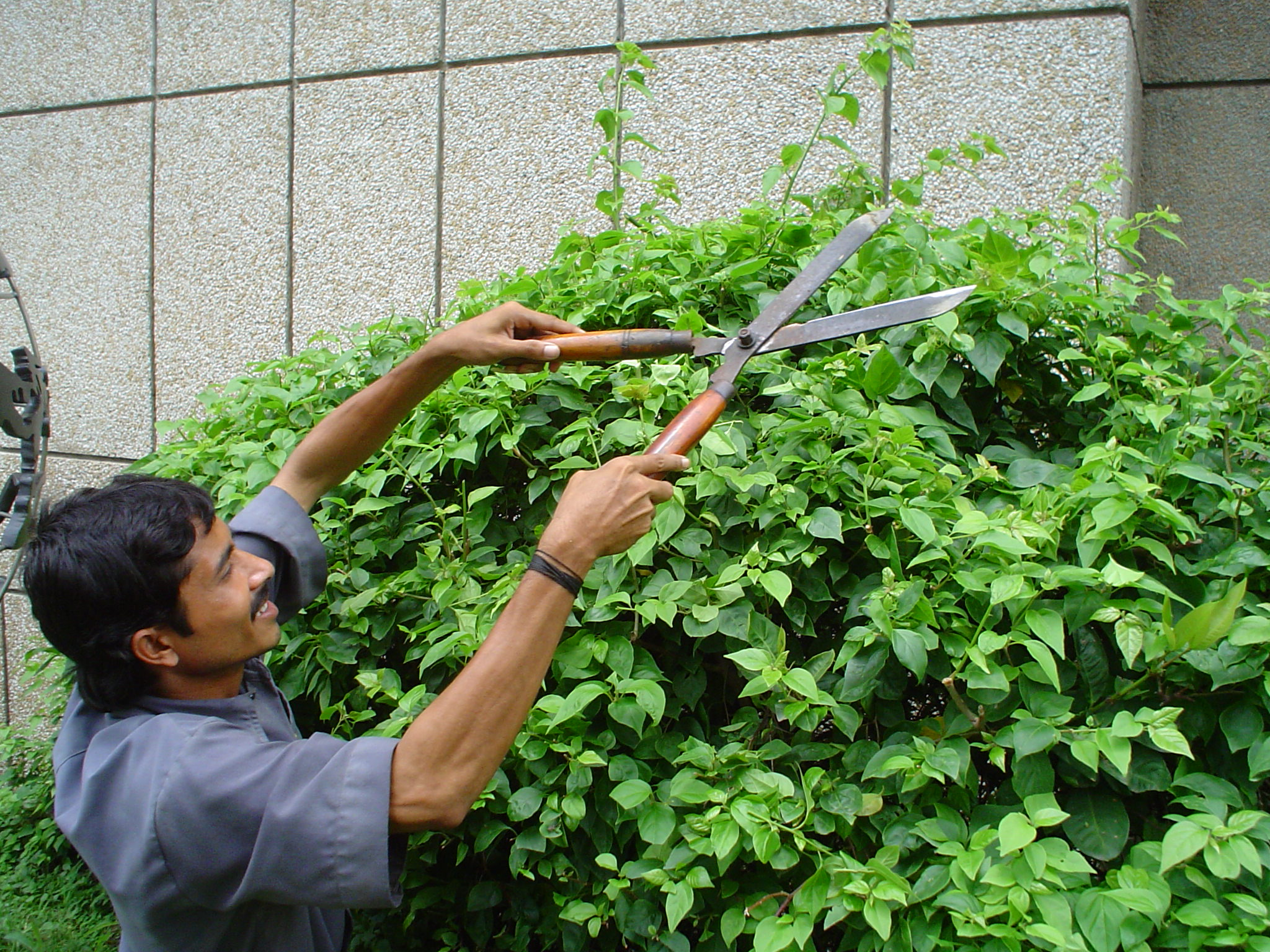
شخصی درحال پیرایش یک درختچه با استفاده از قیچی شمشادزن

قیچی شمشادزن (انگلیسی: Hedge trimmer) ابزاری باغبانی است که در جهت پرچین و هرس و شکل‌دادن به درختچه و درختان استفاده می‌شود. برای منظورهای متفاوت این قیچی در قدرت‌های گوناگون تولید می‌شود.